# 楊興新

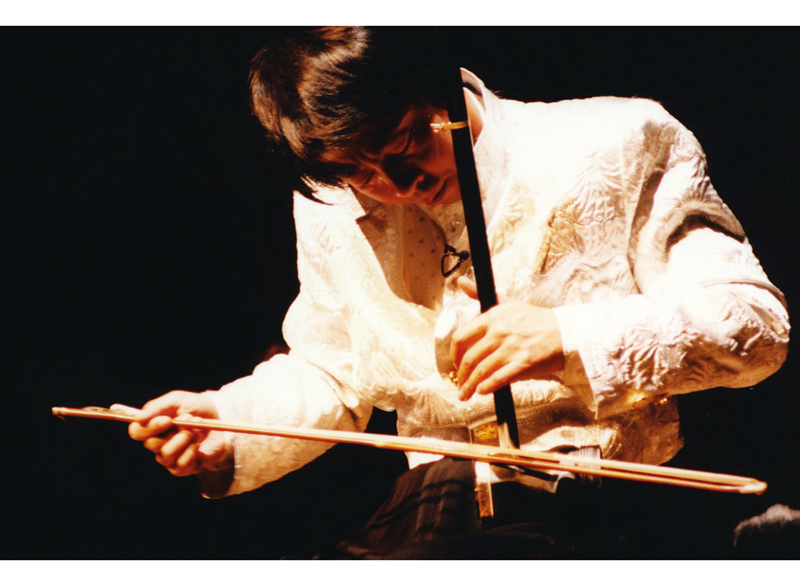
楊興新

楊 興新（ヤン・シンシン、Yang Xing Xin、1955年9月28日 - ）は、二胡演奏家・作曲家・日本二胡学院院長。娘は二胡奏者・作曲家楊雪。

## 来歴
1955年9月28日中国東北部遼寧省丹東市生まれ。6歳の時、初めて二胡を手にする。後に二胡演奏家の陳景勝に師事。11歳でソリストとしてデビュー。その後、劉明源・王国潼・陳耀星など中国を代表する演奏家に師事、演奏技術に磨きをかけ、中国各地での演奏会に。中国国立瀋陽音楽大学で、ソリストとしての更なる技術向上に励むと共に、作曲法を学び、大学と瀋陽の政府から栄誉賞を授与される。独自に中国伝統楽器胡琴の可能性を追究。板胡として初めて和音を奏でることを可能とした「三弦板胡」曲彝郷月夜（いきょうげつや）での創作で、中国胡琴の歴史的発展に努め。また、1981年に中国国家大賞を受賞したのを初め、遼寧省音楽年賞、音楽家協会金賞など中国を代表する数々の賞を受賞。中国音楽家協会会員。
1988年5月来日、日本人女性と出会い結婚、永住を決意する。しかし3年後に妻がクモ膜下出血で倒れ、以後介護・リハビリの必要な身となる。その後、妻を励ます意味も込めて、日本での演奏活動を本格的に開始。自主、依頼を問わずコンサートを始める。楊自ら曲を手がけ、オリジナルアルバムは、現在まで13枚をリリース。ジャンルを越え、国境を越え様々な文化を取り入れた楽曲を創作する。また、独自に開発した「立式演奏スタイル」は、1994年、日本で二胡の新たな世界を開拓した。1998年10月、皇居に参上し、皇后陛下御誕生日祝賀の席で祝賀演奏を披露。つづく11月には、中国国家主席の江沢民が来日した際、日本政府の指名により歓迎晩餐会にて演奏するなど、様々な場で文化面での国際交流を実現している。
中国国家大賞、遼寧省音楽年賞、音楽家協会金賞 、全日本ソリストコンテスト国際親善賞、スポニチ文化芸術大賞優秀賞日本文芸大賞現代文学賞、NHK地域放送文化賞
永六輔との親交は深く、永の実母が他界した際にはコンサートツアー中で戻れなかった永に代わり葬儀に参列、二胡を演奏して見送ったという。

## 楊興新作曲作品
- 落葉
- 黄砂
- 日本海
- 慕情
- 望郷
- 少年時代
- 瀬音
- 絶唱
- 幻舞
- 七夕伝説
- 母よ
- 兄弟（あに）との語らい
- 舞
- 父への道
- 母への手紙
- 菜花
- 伝説
- 夢郷（モンシャン）
- 龍と花
- 風来
- 記憶
- 天河
- 夢中相会（夢で逢いたい）
- 揚子江
- 愛の会話
- 恋舞
- 平和への祈り
- 春を待つ
- 思い出
- 故郷への電話
- 母のそばに
- 瀋陽の月
- 別れ
- 人形と私
- 母との一枚の写真
- 林海汽笛
- アイ・ラブ・ユー
- 彝郷月夜（いきょうげつや）
- 希望
- 晩秋「作詞：吉幾三」

## 楊興新CDアルバム
- 草原情歌
- 黄砂1995年3月（ソニーミュージック・エンターテイメント）
- 日本海1996年（ソニーミュージック・エンターテイメント）
- 落葉1998年9月（ YANG Records ）
- 慕情1999年9月（ YANG Records ）
- 絶唱2000年7月（ YANG Records ）
- 春を待つ2001年9月（ YANG Records ）
- 夢中相会2002年9月（ YANG Records ）
- 母への手紙2003年（ YANG Records ）
- 永遠のメロディ2004年9月（ YANG Records ）
- 夢郷2005年8月（ YANG Records ）
- 愛の讃歌2006年8月（ YANG Records ）
- 美しい旅2007年8月（ YANG Records ）
- アイ・ラブ・ユー2012年4月（ YANG Records ）
- 黄砂2017年4月（ YANG Records ）